# Liste von Filmen mit Bezug zu Wuppertal
Die Liste von Filmen mit Bezug zu Wuppertal enthält Filme, die nach dem Produktionsjahr sortierte Liste der Kino- und TV-Produktionen und Dokumentarfilme, die ihren Drehort in Wuppertal hatten.

## Dreharbeiten in Wuppertal für Kino- und TV-Produktionen und Dokumentarfilme
| Jahr      | Filmtitel                                                | Bemerkung | Regie                                                                                  |
| --------- | -------------------------------------------------------- | --- | -------------------------------------------------------------------------------------- |
| 1902      | The Flying Train                                         | |                                                                                        |
| 1914      | Das Abenteuer eines Journalisten                         | mit Ludwig Trautmann                                                                                            | Harry Piel (Kinokop-Film)                                                              |
| 1939      | Der Schritt vom Wege                                     | mit Marianne Hoppe, Karl Ludwig Diehl, Elisabeth Flickenschildt                                                 | Gustaf Gründgens (Terra Filmkunst)                                                     |
| 1949      | Madonna in Ketten                                        | mit Elisabeth Flickenschildt, Lotte Koche, Willy Millowitsch                                                    | Gerhard Lamprecht                                                                      |
| 1954      | Inge entdeckt eine Stadt                                 | mit Horst Tappert                                                                                               | Erni und Gero Priemel                                                                  |
| 1959      | La Valse du Gorille                                      | mit Charles Vanel, Roger Hanin, Jess Hahn, René Havard                                                          | Bernard Borderie                                                                       |
| 1967      | Die Wupper                                               | Fernsehfilm mit Ilde Overhoff, Horst-Dieter Sievers, Peter Danzeisen                                            | Kurt Wilhelm, Hans Bauer                                                               |
| 1972      | Acht Stunden sind kein Tag                               | mit Gottfried John, Hanna Schygulla, Luise Ullrich, Werner Finck                                                | R.+D.: Rainer Werner Fassbinder, P.: Peter Märthesheimer (WDR, 5-teilige Fernsehserie) |
| 1973      | Alice in den Städten                                     | mit Yella Rottländer, Rüdiger Vogler, Lisa Kreuzer                                                              | Wim Wenders (Filmverlag der Autoren / WDR)                                             |
| 1974      | Zündschnüre                                              | mit Michael Olbrich, Bettina Porsch, Thomas Visser, Kurt Funk, Tilli Breidenbach                                | Reinhard Hauff (WDR)                                                                   |
| 1975      | Stellenweise Glatteis                                    | mit Günter Lamprecht, Ortrud Beginnen, Giuseppe Coniglio                                                        | Wolfgang Petersen                                                                      |
| 1976      | Der starke Ferdinand                                     | mit Heinz Schubert, Vérénice Rudolph, Joachim Hackethal, Gert Günther Hoffmann                                  | Alexander Kluge (Edgar Reitz Film / Constantin)                                        |
| 1979      | Brennende Langeweile                                     | mit Ian Moorse, Monika Greser, Günther Marecki                                                                  | Wolfgang Büld (ZDF)                                                                    |
| 1980      | Mosch                                                    | Fernsehspiel mit Marius Müller-Westernhagen, Katharina Thalbach, Rosel Zech                                     | Tankred Dorst (WDR)                                                                    |
| 1985      | Gambit                                                   | TV-Mehrteiler mit Despina Pajanou, Rolf Zacher, Dominic Raacke, Max Tidof, Heinz Bennent                        | Peter F. Bringmann (WDR)                                                               |
| 1986      | Ernst Thälmann                                           | biographischer Fernsehfilm mit Harald Arnold, Hartmut Beer, Maxi Biewer                                         | Ursula Bonhoff, Georg Schiemann (DEFA / DFF)                                           |
| 1986      | Der Fall des Elefanten                                   | mit Erich Chabrié, Ötte Geib, Bernhard Grzimek, Friedrich Gödan                                                 | Volker Anding (ZDF)                                                                    |
| 1990      | Die Klage der Kaiserin                                   | | Pina Bausch                                                                            |
| 1991      | Manta Manta                                              | mit Til Schweiger, Tina Ruland, Michael Kessler                                                                 | R.: Wolfgang Büld, P.: Bernd Eichinger (Constantin)                                    |
| 1992      | Der kleine Vampir – Neue Abenteuer                       | 13-teilige TV-Serie mit Matthias Ruschke, Jan Steilen, Lena Beyer, Dominique Horwitz                            | Christian Görlitz (ARD/WDR)                                                            |
| 1993      | Maus und Katz                                            | mit Mario Adorf, Dieter Mann, Ulrike Kriener, Ulrich Tukur                                                      | Hajo Gies (WDR)                                                                        |
| 1994      | Tschäss                                                  | mit Pasquale Aleardi, Kaspar Weiss, Salome Staehelin, Karl Spoerri, Mathias Gnädinger, Marie-Louise Hauser      | Daniel Helfer (Dor Film)                                                               |
| 1996      | Zerrissene Herzen                                        | (TV) mit Suzanne von Borsody, Nadja Uhl, Burghart Klaußner, Ernst Jacobi                                        | Urs Odermatt (Calypso/Sat1)                                                            |
| 1996      | Alles nur Tarnung                                        | mit Mario Adorf, Ben Becker, Elke Sommer, Muriel Baumeister, Heinz Hoenig und Claude-Oliver Rudolph             | Peter Zingler (ZZ Film)                                                                |
| 1997      | Aimée und Jaguar                                         | mit Maria Schrader, Juliane Köhler, Heike Makatsch, Johanna Wokalek, Elisabeth Degen, Detlev Buck               | Max Färberböck (Senator)                                                               |
| 1997      | Knockin’ on Heaven’s Door                                | mit Til Schweiger, Jan Josef Liefers, Moritz Bleibtreu, Rutger Hauer                                            | Thomas Jahn (Buena Vista)                                                              |
| 1997      | Das Trio                                                 | mit Götz George, Armin Rohde, Christian Redl, Jeanette Hain                                                     | Hermine Huntgeburth                                                                    |
| 1998      | Stan Becker – Auf eigene Faust                           | Fernseh-Reihe mit Heinz Hoenig, Juraj Kukura, Otto Sander, Dennenesch Zoudé, Nadja Uhl, Peter Butler            | Frank Guthke (Sat1 u. a.)                                                              |
| 1999      | Ein Lied von Liebe und Tod – Gloomy Sunday               | mit Joachim Król, Erika Marozsán, Ben Becker, Stefano Dionisi                                                   | Rolf Schübel (Studio Hamburg)                                                          |
| 1999      | Anna Wunder                                              | mit Alice Deekeling, Renée Soutendijk, Götz Schubert, Stephan Dellgrün                                          | Ulla Wagner (Pandora)                                                                  |
| 1999      | Der Krieger und die Kaiserin                             | mit Benno Fürmann, Franka Potente, Joachim Król                                                                 | Tom Tykwer (X Filme)                                                                   |
| 1999      | One more Life                                            | mit Mark Keller, Cecilia Kunz, Ezard Haußmann                                                                   | Florian Richter (Zeitsprung/Sat1)                                                      |
| 1999      | Waschen, Schneiden, Legen                                | mit Guildo Horn, Susanna Simon, Sissi Perlinger                                                                 | Adolf Winkelmann (Neue Impuls Film)                                                    |
| 2000      | Das Experiment                                           | mit Moritz Bleibtreu, Christian Berkel, Wotan Wilke Möhring, Oliver Stokowski, Andrea Sawatzki                  | Oliver Hirschbiegel (Senator)                                                          |
| 2000      | Habla con ella                                           | mit Szenen aus Pina Bauschs „Café Müller“                                                                       | Pedro Aldomóvar                                                                        |
| 2001      | Nichts bereuen                                           | mit Daniel Brühl, Jessica Schwarz, Marie-Lou Sellem, Denis Moschitto                                            | Benjamin Quabeck                                                                       |
| 2001/2002 | Fickende Fische                                          | mit Sophie Rogall, Tino Mewes, Angelika Milster, Ferdinand Dux, Hans-Martin Stier                               | Almut Getto (CoinFfilm)                                                                |
| 2002      | Der Poet (The Poet)                                      | mit Dougray Scott, Laura Harring, Jürgen Prochnow, Mavie Hörbiger                                               | Paul Hills (Eclypse)                                                                   |
| 2003      | Samba in Mettmann                                        | mit Hape Kerkeling, Alexandra Neldel, Doris Kunstmann, Sky du Mont                                              | Angelo Colagrossi (Rialto)                                                             |
| 2003      | Vera – Die Frau des Szilianers                           | TV-Zweiteiler mit Mario Adorf, Heinz Hoenig, Lara Joy Körner, Gunter Gillian, Eva-Maria Bauer                   | Joseph Vilsmaier (Graf)                                                                |
| 2003      | Schwer verknallt                                         | TV-Film mit Katrin Filzen, Matthias Koeberlin, Andreas Guenther, Martina Hill                                   | Josh Broecker (Cameo / Pro7)                                                           |
| 2003      | Bye bye Blackbird                                        | mit James Thiérrée, Izabella Miko                                                                               | Robinson Savary (Samsa)                                                                |
| 2004      | Agnes und seine Brüder                                   | mit Martin Weiß, Moritz Bleibtreu, Herbert Knaup, Katja Riemann                                                 | Oskar Roehler (X Filme)                                                                |
| 2004      | Der weiße Afrikaner                                      | TV-Film mit Katja Studt, Hans-Werner Meyer, Tim Bergmann                                                        | Martin Enlen (ARD)                                                                     |
| 2004      | Amateure                                                 | mit Frank Dukowsk, Ruth Ellerich, Volker Hartung                                                                | Jens Barlag, Dirk Oetelshoven                                                          |
| 2004      | Allein                                                   | mit Lavinia Wilson, Maximilian Brückner, Richy Müller                                                           | Thomas Durchschlag (Lichtblick / WDR)                                                  |
| 2005      | Axel will ́s wissen                                       | TV-Episodenfilm mit Axel Stein, Sabine Pfeifer, Christian Tasche                                                | Petra Zieser (Pro7)                                                                    |
| 2005      | Barfuss                                                  | mit Til Schweiger, Johanna Wokalek, Nadja Tiller, Michael Mendl                                                 | Til Schweiger (Barefoot Films)                                                         |
| 2005      | Prinzessin                                               | mit Irina Potapenko, Henriette Müller, Desirée Jaeger                                                           | Birgit Grosskopf (Colonia)                                                             |
| 2005      | Rohtenburg                                               | mit Keri Russell, Thomas Kretschmann, Thomas Huber, Nikolai Kinski                                              | Martin Weisz (Senator)                                                                 |
| 2005      | Für den unbekannten Hund                                 | mit Linus Neumann, Sara Löwenthal, Sascha Reimann                                                               | Dominik + Benjamin Reding (Eye!)                                                       |
| 2005      | Heiratsschwindlerin mit Liebeskummer                     | TV-Film mit Ann-Kathrin Kramer, Heiko Deutschmann                                                               | Mark Schlichter (Sat 1)                                                                |
| 2005      | Allein gegen die Angst                                   | TV-Film mit Anja Kling, Horst Schrott, Jan Gregor Kremp                                                         | Martin Eigler (ZDF)                                                                    |
| 2005      | GG 19 – Deutschland in 19 Artikeln                       | Episodenfilm mit Marin Kracht, Suzanne von Borsody, Anna Thalbach                                               | Harald Siebler (NFP)                                                                   |
| 2006      | Beautiful Bitch                                          | mit Katharina Derr, Patrick von Blume, Sina Tkotsch                                                             | Martin Theo Krieger (Riva/ZDF)                                                         |
| 2006      | Nichts geht mehr                                         | Debütfilm von Florian Mischa Böder (ZDF u. a.)                                                                  |                                                                                        |
| 2006      | Autopiloten                                              | mit Manfred Zapatka, Charly Hübner, Walter Kreye und Wolfram Koch                                               | Bastian Günther (SWR)                                                                  |
| 2006      | Das letzte Stück Himmel                                  | mit David Rott, Max von Pufendorf, Nora Tschirner                                                               | R: Joe Baier, K: Judith Kaufmann                                                       |
| 2006      | Willkommen 2020                                          | | Jens Barlag + Dirk Oetelshoven (ZDF)                                                   |
| 2006      | Elli Makra, 42277 Wuppertal                              | mit Anna Lalasidou, Niki Papadopoulos, Kiriakoula Bloukou                                                       | Athanasios Karanikolas (mitos / ZDF)                                                   |
| 2006      | Die Österreichische Methode                              | mit Maja Beckmann, Laurens Walter, Karl Walter Sprungala                                                        | R: Florian Mischa Böder; P.: Tobby Holzinger (Zorro Film)                              |
| 2007      | Freche Mädchen                                           | mit Anke Engelke, Armin Rohde, Piet Klocke                                                                      | Ute Wieland (Constantin)                                                               |
| 2007      | Schiri im Abseits                                        | mit Alexander Hanfland, Melanie Vollmer, Marek Zedek                                                            | Lutz Schebesta (Lucas Entertainment)                                                   |
| 2007      | Up! Up! To the Sky                                       | mit Max Riemelt, Armin Rohde, Katja Riemann                                                                     | Hardi Sturm (Zorro)                                                                    |
| 2007      | Das Kuckuckskind                                         | mit Tina Ruland, Bettina Kupfer, Michael Degen                                                                  | Imogen Kimme (RheinFilm)                                                               |
| 2007      | Beento                                                   | | Nancy + Mac Granaky-Quayes                                                             |
| 2007      | Hardcover                                                | mit Wotan Wilke Möhring, Lucas Gregorowicz, Justus von Dohnányi, Lisa Potthoff, Martin Semmelrogge              | R: Christian Zübert, P.: Sönke Wortmann (Little Shark)                                 |
| 2007      | Der geheimnisvolle Schwiegersohn                         | mit Barbara Rudnik, Diana Amft, Florian Stetter                                                                 | Michael Rowitz (Sat1)                                                                  |
| 2007      | Tatort Münster                                           | mit Jan Josef Liefers                                                                                           | (ARD)                                                                                  |
| 2008      | Dust of time                                             | mit Bruno Ganz, Willem Dafoe, Michel Piccoli                                                                    | Theodoros Angelopoulos                                                                 |
| 2008      | Woche für Woche                                          | mit Tanja Wedhorn, Jannis Michel, Hans-Jochen Wagner                                                            | Martin Gies (ARD)                                                                      |
| 2008      | Fahr zur Hölle Gott                                      | mit Claude Oliver Rudolph, Martin Semmelrogge                                                                   | Joachim Mais (Yam TV)                                                                  |
| 2008      | Antichrist                                               | mit Charlotte Gainsbourg, Willem Dafoe                                                                          | Lars von Trier (Zentropa)                                                              |
| 2008      | Das Glück kommt unverhofft                               | (AT: Training für die Liebe) mit Jule Ronstedt, Heio von Stetten, Anna Schudt                                   | Sibylle Tafel (ARD)                                                                    |
| 2008      | Griechische Küsse                                        | mit Alissa Jung, Wanja Mues, Michael Degen                                                                      | Felix Dünnemann (Berengar Pfahl Film/Sat1)                                             |
| 2008      | Romy                                                     | mit Jessica Schwarz, Thomas Kretschmann, Alicia v. Rittberg                                                     | Torsten C. Fischer (SWR)                                                               |
| 2008      | Zwölf Winter                                             | mit Jürgen Vogel, Axel Prahl, Wotan Wilke Möhring                                                               | Thomas Stiller                                                                         |
| 2008      | Tanzträume                                               | Jugendliche tanzen KONTAKTHOF von Pina Bausch                                                                   | Anne Linsel (Tagtraum)                                                                 |
| 2008      | Berts Fussballreise                                      | mit Bert Unrau                                                                                                  | Georg Steinböck                                                                        |
| 2009      | Frau Böhm sagt Nein                                      | TV-Film mit Senta Berger, Lavinia Wilson                                                                        | Conni Walther (Zeitsprung/WDR)                                                         |
| 2009      | Gottes mächtige Dienerin                                 | mit Christine Neubauer, Remo Girone                                                                             | Marcus O. Rosenmüller (Ziegler Film, ARD)                                              |
| 2009      | Die kommenden Tage                                       | mit Daniel Brühl, Johanna Wokalek                                                                               | Lars Kraume (WDR, Arte)                                                                |
| 2009      | Liebeswirren im Hotel                                    | Kölner Kunsthochschule für Medien                                                                               | Richard Georg Brzozowski                                                               |
| 2009      | Freche Mädchen 2                                         | mit Selina Shirin Müller, Henriette Nagel, Emilia Schüle                                                        | Ute Wieland (Colina Film)                                                              |
| 2009      | Kameradschaft Eins-Acht                                  | Trailer für Kinofilm                                                                                            | R.: Francis Apis, P.: Sabine Marcus                                                    |
| 2009      | Pina                                                     | mit dem Ensemble des Tanztheaters Pina Bausch                                                                   | Wim Wenders (Neue Roadmovies)                                                          |
| 2010      | Das Blaue vom Himmel                                     | mit Hannelore Elsner, Juliane Köhler, David Kross, Rüdiger Vogler                                               | Hans Steinbichler (die Film)                                                           |
| 2010      | Als ob ich Woody Allen wäre                              | Trailer mit Catherine Flemming, Désirée Nosbusch, Roman Knižka                                                  | Katharina Amling (Tentakel)                                                            |
| 2011      | Bastard                                                  | mit Sibylle Canonica, Martina Gedeck, Finn Kirschner, Matthias Koeberlin                                        | Carsten Unger (W-Film)                                                                 |
| 2011      | Die Männer der Emden                                     | mit Felicitas Woll, Ken Duken, Sebastian Blomberg, Jan Hendrik Stahlberg                                        | Berengar Pfahl (Degeto Film)                                                           |
| 2011      | Der Klügere zieht aus                                    | mit Matthias Koeberlin, Julia Richter, Tim Seyfi, Christina Große, Julia Koschitz                               | Christoph Schnee (Polyphon)                                                            |
| 2011      | Aazaan                                                   | mit Sachiin Joshi, Candice Boucher, Arya Babbar                                                                 | Prashant Chadh (ActionConzept)                                                         |
| 2012      | King Ping – Tippen Tappen Tödchen                        | mit Sierk Radzei, Bela B, Christoph Maria Herbst, Jana Voosen, Hans-Martin Stier, Angelika Bartsch, Lilay Huser | R.: Claude Griffel, P.: Dirk Michael Häger u. Christoph Schmidt (REX Film)             |
| 2012      | Das Ende einer Nacht                                     | Fernsehfilm mit Barbara Auer, Ina Weisse, Jörg Hartmann, Matthias Brandt, Christoph M. Ohrt                     | Matti Geschonneck (Network Movie / ZDF)                                                |
| 2012      | Sommer in Rom                                            | mit Thomas Heinze, Esther Schweins, Mala Emde                                                                   | Stephan Meyer (TagTraum)                                                               |
| 2012      | Points of View                                           | Kurzfilmprojekt Blickpunkte e.V.                                                                                | R.: div.                                                                               |
| 2013      | Nicht mein Tag                                           | mit Moritz Bleibtreu, Axel Stein, Anna Maria Mühe, Jasmin Gerat, Ralf Richter                                   | Peter Thorwarth                                                                        |
| 2013      | The Cut                                                  | mit Taher Rahim, Akin Gazi, George Georgiou                                                                     | Fatih Akin (Bombero)                                                                   |
| 2013      | Sternstunde ihres Lebens                                 | mit Iris Berben, Anna Maria Mühe, Lena Stolze, Walter Sittler, Rudolf Kowalski, Dietrich Mattausch              | Erica von Moeller (Thevissen / WDR)                                                    |
| 2013      | Der Jugendknast                                          | 12-teilige TV-Dokumentation aus der JVA Ronsdorf, (AZ Media / RTL 2)                                            |                                                                                        |
| 2014      | Heiter bis tödlich: Koslowski & Haferkamp                | TV-Serie mit Sönke Möhring, Tim Seyfi, Anna Grisebach, Uli Krohm                                                | P.: Emmo Lempert (Nordfilm/ARD)                                                        |
| 2014      | Kasimir und Karoline – Die Liebe fährt nicht Schwebebahn | mit Hanna Werth, Heisam Abbas, Jakob Walser, Thomas Braus, Julia Wolff                                          | R.: Frank de Buhr P.: Siegersbusch                                                     |
| 2014      | Die abhandene Welt                                       | mit Katja Riemann, Barbara Sukowa, Matthias Habich                                                              | Margarethe von Trotta (Concorde)                                                       |
| 2014      | Da geht was!                                             | mit Gottfried von Kinterberg, Melanie Hübner, Steffen Bauer, Marietta Siefer                                    | R.: Kim Münster, P.: Vollbild e.V.                                                     |
| 2015      | Hilfe, ich hab meine Lehrerin geschrumpft                | mit Oskar Keymer, Anja Kling, Justus von Dohnányi, Otto Waalkes                                                 | R.: Sven Unterwaldt, P.: C. Mehner & H. E. Schreiber (Blue eyes / Karibu / Sony)       |
| 2015      | Stahlzittern                                             | | P.: Toni Kurtin und Philipp Roth (FH Mainz)                                            |
| 2015      | Duell der Brüder – Die Geschichte von Adidas und Puma    | (anfänglich unter dem Alternativtitel Die Turnschuhgiganten) mit Ken Duken, Torben Liebrecht, Nadja Becker      | P.: Michael Souvignier ; R.: Oliver Dommenget                                          |
| 2015      | Fallen                                                   | Film von Kevin Frilet mit dem Tanztheater Wuppertal und Prada                                                   |                                                                                        |
| 2015      | Halbe Brüder                                             | mit Sido, Tedros Teclebrhan, Fahri Yardım                                                                       | R.: Christian Alvart, (Conrad Film, Bavaria Pictures/Syrreal Entertainment)            |
| 2016      | Die Unsichtbaren – Wir wollen leben                      | mit Max Mauff, Alice Dwyer, Ruby O. Fee, Aaron Altaras                                                          | Claus Räfle (Cine Plus / Look!)                                                        |
| 2016      | Wishlist                                                 | mit Vita Tepel, Michael Glantschnig, Yung Ngo, Nele Schepe, Marcel Becker-Neu                                   | P: „Outside the Club“, R.: Marc Schießer (ARD/ZDF/Funk)                                |
| 2016      | „Robbi, Tobbi und das Fliewatüüt“                        | |                                                                                        |
| 2016      | Schatz, nimm Du sie!                                     | mit Carolin Kebekus, Maxim Mehmet, Axel Stein, Jasmin Schwiers, Ludger Pistor, Jochen Schropp                   | P: Bavaria-Film, R: Sven Unterwaldt (Wild Bunch)                                       |
| 2016      | Was uns nicht umbringt                                   | mit August Zirner, Sophie Rois, Barbara Auer, Christian Berkel und Jenny Schily                                 | P: Sommerhaus Filmproduktion, R: Sandra Nettelbeck (ZDF)                               |
| 2017      | Vielmachglas                                             | mit Matthias Schweighöfer, Uwe Ochsenknecht, Jella Haase, Juliane Köhler                                        | Florian Ross (Pantaleon Films)                                                         |
| 2017      | Aufbruch in die Freiheit                                 | mit Anna Schudt, Christian Erdmann, Alwara Höfels, Lene Oderich                                                 | P.: Heike Wiehle-Timm, R.: Isabel Kleefeld (Relevant-Film)                             |
| 2017      | Wishlist 2.0                                             | mit Vita Tepel, Michael Glantschnig, Yung Ngo, Nele Schepe, Marcel Becker-Neu                                   | P: „Outside the Club“, R.: Marc Schießer (ARD/ZDF/Funk)                                |
| 2018      | Postkids                                                 | mit Helen Woigk, Romina Küper, Luise von Finckh, Maj-Britt Klenke                                               | P.: KHM Kunsthochschule für Medien Köln, R.: Julian Pawelzik                           |
| 2018      | Die drei !!!                                             | mit Alexandra Petzschmann, Lilli Marie Lacher, Paula Renzler, Jürgen Vogel, Thomas Heinze, Hinnerk Schönemann   | P.: Christian Becker, R.: Viviane Andereggen (Westside / Constantin)                   |
| 2019      | The Wave                                                 | mit Christian Becker, Peter Thorwarth                                                                           | P.: Dennis Gansel                                                                      |
| 2019      | Die neue Zeit - Bauhaus Film                             | August Diehl Anna Maria Mühe ZDF/ARTE 6-teilig                                                                  | R.: Lars Kraume                                                                        |
| 2019      | Die Schwimmerin                                          | mit Lorella Lubsch, Kristin Steffen, Ines Marie Westernströer                                                   | P.: Christopher Albrodt, R: Sophie Salzer KHM                                          |
| 2019      | Väter allein zu Haus: Gerd                               | mit Peter Lohmeyer, David Rott, Tim Oliver Schultz, Tobias van Dieken                                           | P.: Stephan Bechtle, R: Jan Martin Scharf (Bavaria Fiction)                            |
| 2019      | Väter allein zu Haus: Mark                               | mit Peter Lohmeyer, David Rott, Tim Oliver Schultz, Tobias van Dieken                                           | P.: Stephan Bechtle, R: Jan Martin Scharf (Bavaria Fiction)                            |
| 2021      | Väter allein zu Haus: Timo                               | mit Peter Lohmeyer, David Rott, Tim Oliver Schultz, Tobias van Dieken                                           | P.: Stephan Bechtle, R: Esther Gronenborn (Bavaria Fiction)                            |
| 2021      | Väter allein zu Haus: Andreas                            | mit Peter Lohmeyer, David Rott, Tim Oliver Schultz, Tobias van Dieken                                           | P.: Stephan Bechtle, R: Esther Gronenborn (Bavaria Fiction)                            |
| 2021      | Je suis Karl                                             | mit Jannis Niewöhner und Luna Wedler                                                                            | R.: Christian Schwochow                                                                |

Für weitere Fernsehproduktionen wie: Verbotene Liebe, Alarm für Cobra 11 – Die Autobahnpolizei, Brittas Entscheidung, Die Camper, SOKO Köln, Der letzte Bulle, Das Jenke-Experiment, Die Ruhrpottwache, The Voice of Germany und The Voice Kids wurden Szenen in Wuppertal gedreht.

## Dokumentarfilme
| Jahr      | Filmtitel                                                                      | Bemerkung                                                         | Regie                                             |
| --------- | ------------------------------------------------------------------------------ | ----------------------------------------------------------------- | ------------------------------------------------- |
| 1902      | The Flying Train                                                               |                                                                   |                                                   |
| 1902      | The Flying Train                                                               | Historische Filmdokumente aus Wuppertal (1920–1925)               | B.: Steffens & Vogelsang                          |
| 1925      | Verkehrserziehung in Elberfeld, Barmen und Remscheid                           |                                                                   | B.: Steffens & Vogelsang                          |
| 1935      | Große Stadt im engen Tal                                                       |                                                                   | R.: Ulrich Kayser (Ufa-Kulturfilm)                |
| 1937–1995 | 24 Filmschnipsel aus Wuppertal                                                 |                                                                   | B.: Steffens & Vogelsang                          |
| 1965+1987 | Der Fluss und seine Stadt – Wachstum, Zerstörung und Wiederaufbau in Wuppertal |                                                                   | B.: Steffens & Vogelsang                          |
| 1965      | Wuppertaler Bilderbogen                                                        | Ein Kurzportrait                                                  | B.: Steffens & Vogelsang                          |
| 1980      | Verliebt in meine Stadt                                                        |                                                                   | R.: Peter von Zahn                                |
| 1983      | Was tun Pina Bausch und ihre Tänzer in Wuppertal?                              | mit Pina Bausch                                                   | R.: Klaus Wildenhahn (NDR/WDR)                    |
| 1985      | Shoah                                                                          |                                                                   | R.: Claude Lanzmann 566 Min. (BBC, Historia, Les) |
| 1986      | Der Fall des Elefanten                                                         |                                                                   | R.: Volker Anding (ZDF – Das kleine Fernsehspiel) |
| 1986      | Walzer                                                                         | mit Malou Airaudo, Anne Marie Benati, Bénédicte Billet            | R: Pina Bausch, P.: Rudolf Rach                   |
| 1988      | It’s Only Been a Show                                                          | Doku über Tony Sheridan                                           | R.: Enno Hungerland                               |
| 1989      | Unterwegs in Wuppertal                                                         | Bekanntes und Unbekanntes, Sehenswertes und Wissenswertes         | B.: Steffens & Vogelsang                          |
| 1990      | Auge in Auge mit der Schwebebahn                                               | Ein fahrender Zuschauerraum                                       | R.: Volker Anding (WDR)                           |
| 1992      | 19 Stationen und Mehr … Links und rechts der Schwebebahn                       |                                                                   | B.: Steffens & Vogelsang                          |
| 1993      | In the Valley of the Wupper                                                    | Spuren im Tal. Aus der Geschichte Wuppertals                      | R.: Manfred Voss (WDR)                            |
| 1994      | Wo die Wupper wild woget …                                                     | Die Wupper von der Quelle bis zur Mündung                         | B.: Steffens & Vogelsang                          |
| 1998      | Lissabon Wuppertal Lisboa                                                      | making-of von Pina Bausch's Ballet „Masurca Fogo“ für die EXPO ́98 | R.: Fernando Lopes                                |
| 1999      | Echt Wuppertal                                                                 | Eine Zeitreise mit der Schwebebahn                                | R.: Volker Anding, Enno Hungerland (WDR)          |
|           | Wochenschauen der 20er und 30er Jahre zum Schwebebahn-Jubiläum                 |                                                                   | in Volker Andings Echt Wuppertal                  |
|           | Und ewig grüßt die Schwebebahn                                                 |                                                                   | Diplomarbeit von Markus Honisch                   |
| 2000      | Bilderbuch Deutschland-Wuppertal                                               |                                                                   | R.: Anne Linsel (WDR/ARD)                         |
| 2003      | 100 Jahre Wuppertaler Schwebebahn                                              |                                                                   | R.: Klaus Leyman u. a. (WDR)                      |
| 2006      | Pina Bausch                                                                    |                                                                   | R.: Anne Linsel (WDR/Arte)                        |
| 2004      | Le Malentendu colonial                                                         |                                                                   | R.: Jean Marie Teno                               |
|           | Dröppelmina & Wupperstrand                                                     |                                                                   | R.: Monika Mertens-Könnemann                      |
| 2006      | Straße der Sterne – Auf dem Jakobsweg durchs Rheinland                         | TV-Reihe Bilderbuch Deutschland                                   | R.: Antje Baumgarten                              |
| 2007      | Auf Achse – Die Männer von der Spedition                                       |                                                                   | R.: J. Michael Schumacher (RS-Film)               |
| 2007      | Stählerne Zeit                                                                 | dreiteilige Dokumentation, 1. Buch Familie Engels                 | (WDR/SR)                                          |
| 2008      | Unterwegs mit der Schwebebahn                                                  |                                                                   | R.: Ludwig Metzger (WDR)                          |
| 2008      | Bergischer Amazonas                                                            |                                                                   | R.: Sigurd Tesche, Natali Tesche-Ricciardi        |
| 2008      | Über die Wupper ins Bergische Land                                             | Dokureihe “Tief im Western” (WDR)                                 |                                                   |
| 2008      | Berts Fussballreise                                                            | Dokumentarfilm zur EURO 2008 mit Bert Unrau                       | R.: Georg Steinböck                               |
| 2009      | High Tech Monorails                                                            |                                                                   | R.: Rob A. Kelly (RAK Productions)                |
| 2010      | Perry Rhodan – Unser Mann Im All                                               |                                                                   | R.: André Schäfer (Florianfilm)                   |
| 2010      | Wuppertal – die ungeschminkte Stadt                                            |                                                                   | P.: Hako Media                                    |
| 2011      | Zeitsprünge – Private Filmschätze mit dem Blick von Heute                      |                                                                   | P.: Hako Media                                    |
| 2012      | Rückblicke – Private Filmschätze aus der Sicht von Heute                       |                                                                   | P.: Hako Media                                    |
| 2011      | Die Wohnung                                                                    |                                                                   | R.: Arnon Goldfinger (ARTE)                       |
| 2013      | Die Nordbahntrasse                                                             |                                                                   | R: Wolfgang Bardolatzy (belocation)               |
| 2015      | Deutschlandreise Wuppertal                                                     |                                                                   | R: Pamela Seidel P.: ZDF (Länderspiegel)          |
| 2014      | Rohschnitt Peter Brötzmann – Eine Jazz-Odyssee, von Wuppertal bis China        |                                                                   | R.: Peter Sempel                                  |
| 2015      | Ein atmosphärisches Portrait                                                   |                                                                   | R.: Kai Naumann (Titania Medien)                  |
| 2016      | Bazon – Ernste Scherze                                                         |                                                                   | R: Peter Sempel                                   |
| 2016      | Letters from Wuppertal – Tanzfilmserie                                         |                                                                   | C: Jo Parkes                                      |